# Drakengard 2
Drakengard 2, conosciuto in Giappone come Drag-On Dragoon 2 Fūin no kurenai, haitoku no kuro (ドラッグオンドラグーン2 封印の紅、背徳の黒?, Doraggu-On Doragūn 2 Fūin no kurenai, haitoku no kuro), è un videogioco Action RPG per PlayStation 2 ed è il seguito diretto del primo capitolo Drakengard. È stato sviluppato da Cavia e pubblicato in Giappone dalla Square Enix il 16 giugno del 2005. Viene messo in commercio nel Nord America dalla Ubisoft il 14 febbraio del 2006, ed esce in Europa, disponibile in inglese, tedesco e francese, il 3 marzo 2006.

## Trama

### Ambientazione e personaggi
La trama di Drakengard 2 ha luogo diciotto anni dopo Drakengard: originariamente Drakengard 2 era considerato una prosecuzione del Finale A del precedente capitolo, in seguito è stato stabilito che gli eventi di questo gioco fossero situati su una linea temporale indipendente. Nel gioco originale, due potenze, l'Impero e i Confederati, erano impegnate in una guerra religiosa per i Sigilli, oggetti magici legati a una Dea del Sigillo prescelta che impedivano alle entità oscure conosciute come Messaggeri di apparire nel mondo mortale e distruggere il genere umano. Coinvolti nel conflitto c'erano Caim e Angelus, un umano e un Drago Rosso femmina che avevano stretto un "patto", un rituale magico che unisce le anime di un umano e di una bestia magica, ingigantendo la forza di entrambi, ma sacrificando una capacità o una funzione del corpo dell'umano. I due combatterono per cercare di mantenere al sicuro sia i Sigilli che la Dea. Anche se alla fine fallirono, Angelus diventò la nuova Dea del Sigillo, scongiurando la fine del mondo. Diciotto anni dopo, i nuovi Sigilli sono protetti dai Cavalieri del Sigillo, divenuti talmente potenti da controllare il mondo.
I personaggi giocabili sono: il protagonista Nowe (ノウェ?, Nōe), un giovanissimo Cavaliere del Sigillo dotato di poteri sovrumani; il drago Legna (レグナ?, Reguna), padre adottivo di Nowe e sua cavalcatura durante le battaglie aeree; Manah (マナ?, Mana), l'antagonista principale del precedente capitolo, che ora cerca di liberare il popolo dall'oppressione dei Cavalieri del Sigillo; Eris (エリス?, Erisu), un Cavaliere del Sigillo e amica di infanzia di Nowe; e Urick (ユーリック?, Yūrikku) un ex Cavaliere che ha stretto un patto con il Tristo Mietitore in cambio della sua mortalità.
I personaggi non giocabili sono: Gismor (ジスモア?, Jisumoa), capo dei Cavalieri del Sigillo, divenuto incorporeo in seguito al patto con una creatura chiamata "Ombra"; il drago Angelus (アンヘル?, Anheru), attuale Dea del Sigillo; Caim (カイム?, Kaimu), protagonista del precedente capitolo, un guerriero pericoloso e assetato di sangue, privo di voce, a causa del patto con Angelus, e di un occhio, in seguito a un'aggressione; Seere (セエレ?, Sēre), gemello di Manah, un tempo compagno di Caim e ora Gerarca dei Confederati, eternamente bambino a causa del patto con un Golem; Zhangpo (ザンポ?, Zanpo) custode del Distretto della Fiamma dell'Anima, un uomo egoista e immaturo, perennemente affamato a causa del patto con la creatura di fuoco chiamata Ifrit, che lo ha privato di qualunque sensazione piacevole legata al cibo; Hanch (ハンチ?, Hanchi), custode del Distretto dell'Acqua Consacrata, una donna grottesca e sgradevole, in quanto privata del suo fascino in seguito al patto con la creatura acquatica Kelpie; l'elfo Yaha (ヤハ?, Yaha), un tempo amico di Urick, custode del Distretto della Luce Preziosa, diventato bellissimo, ma anche manipolatore e bugiardo, in seguito al patto con gli Gnomi, che ha causato la perdita della sua "lucentezza"; e Oror (オロー?, Orō), il precedente capo dei Cavalieri del Sigillo e seconda figura paterna per Nowe.

### Storia
Il gioco si apre con Nowe che diventa un Cavaliere del Sigillo a tutti gli effetti, pochi anni dopo la morte del padre adottivo Oror. Durante la sua prima missione, in compagnia della collega e amica Eris, Nowe inizia a dubitare dell'etica e dei metodi dei Cavalieri, poiché i Sigilli richiedono sacrifici umani per rimanere stabili. Durante una seconda missione volta a garantire protezione al Sigillo nel Distretto della Fiamma dell'Anima, Nowe incontra Manah, che uccide il guardiano Zhangpo e distrugge il Sigillo. Manah viene condannata al rogo, ma la donna usa la sua magia per scappare.
Tornato dalla missione, Nowe viene avvelenato da Gismor, che rivela di aver avvelenato Oror, poco prima che venisse attaccato e ucciso dall'"Uomo con un solo occhio". Pieno di rabbia, Nowe subisce per alcuni istanti una metamorfosi che gli permette di sopraffare Gismor e fuggire con Legna. Nowe viene inseguito dai Cavalieri, inclusa Eris, ignara del tentato omicidio e desiderosa di convincere Nowe a tornare. Nowe e Legna alla fine incontrano Manah e si uniscono a lei nella missione di distruggere i Sigilli e liberare il popolo dall'oppressione dei Cavalieri. Durante il viaggio verso il secondo Sigillo, Manah mostra a Nowe le conseguenze dell'oppressione dei Cavalieri sul popolo, portandolo definitivamente dalla sua parte. Nowe e Manah raggiungono il Distretto dell'Acqua Consacrata dove uccidono la custode Hanch e distruggono il Sigillo.
I due incontrano Urick, un ex-Cavaliere del Sigillo, che li aiuta a sconfiggere un gruppo di banditi. Attaccati dai Cavalieri, vengono inaspettatamente salvati dall'"Uomo con un solo occhio", ovvero Caim, anch'egli desideroso di distruggere i Sigilli, in modo da liberare Angelus dal dolore di essere la Dea. Dopo aver sconfitto il custode Yaha e distrutto il Sigillo nel Distretto della Luce Preziosa, Manah viene catturata dai Cavalieri e condannata a morte. Nowe riesce a salvarla e si dirige verso il Sigillo nel Distretto della Vita Splendente, che un tempo era custodito da Urick prima che questi fuggisse spaventato dall'attacco di Caim, evento che costò la vita a Oror. Nel Distretto il gruppo trova Caim, e Nowe lo attacca per vendicare la morte di Oror. Caim riesce a sopraffare Nowe, ma Urick salva il ragazzo, facendo in modo che il Tristo Mietitore con cui aveva stretto un patto prenda possesso del suo corpo (condizione che lo rende temporaneamente mortale) e spinge Caim in un burrone. Urick muore per le ferite riportate e ciò provoca la distruzione del quarto Sigillo.
Nowe e Manah si dirigono verso il Sigillo finale nel Distretto del Tempo Celeste, custodito da Gismor stesso. Nowe si scontra con Gismor e lo ferisce, ma questi si rivela essere privo di un corpo tangibile. Gismor utilizza poi Eris come scudo umano per bloccare l'attacco finale di Nowe. Credendo che Eris sia morta, Nowe e Manah inseguono Gismor, ma vengono raggiunti da Seere, che cerca di fermarli senza successo. I due raggiungono Gismor che si scopre essere un vendicativo sopravvissuto dell'Impero. Sconfitto, Gismor distrugge personalmente il quinto Sigillo, e ciò libera la Dea, Angelus, dalla magia che la immobilizzava al suolo. Nowe e Legna scoprono che Angelus è impazzita per il dolore causato dalla condizione di Dea del Sigillo. Caim supplica loro di ucciderla, anche se ciò comporterà la sua stessa morte, a causa del patto che li unisce. Nowe e Legna esaudiscono il desiderio di Caim, che condivide un ultimo momento con Angelus prima che entrambi si dissolvano.
A causa della distruzione dei Sigilli, il mondo inizia a cadere nel caos e Manah impazzisce per il ricordo delle sue azioni di diciotto anni prima. Legna porta quindi Nowe alla fortezza dei Draghi Sacri, dove ascoltano una profezia su Nowe: secondo la profezia, Nowe costituisce una Nuova Stirpe, creata per aiutare i draghi nella loro guerra contro i Messaggeri. Nowe si riunisce quindi a Eris, che era stata guarita da Seere, e aiuta Manah ad emergere dalla sua follia. Legna porta quindi i tre nella Terra Promessa, una roccaforte dei draghi che custodisce lo Scrigno d'Ossa. Si tratta di un artefatto impregnato del potere dei Messaggeri, in grado di accelerare l'evoluzione di Nowe nella Nuova Stirpe: lo stesso Nowe è in realtà nato da un oggetto simile allo Scrigno d'Ossa, un Bozzolo della Rinascita, nel quale un uomo e una donna entrarono durante l'apocalisse di diciotto anni prima. Nella Terra Promessa il gruppo trova Seere, che ha scelto questo luogo per creare una nuova Dea del Sigillo.

#### Finali
A questo punto la storia si dirama in tre finali, ottenibili giocando più volte l'intera partita. Nel Finale A, Legna si prepara a mettere in atto la profezia, ma Nowe sceglie invece di trovare una nuova Dea. Legna chiama i Draghi Sacri alla battaglia, ma Seere guida un esercito di Golem contro di loro. Quando tutto sembra perduto, Manah e Nowe si scambiano un ultimo bacio, che scatena la trasformazione di Nowe nella Nuova Stirpe. Nowe e Legna si scontrano e il drago viene ucciso. Eris rivela di essere stata scelta come nuova Dea. Il rituale viene eseguito, permettendo la salvezza del mondo. Tuttavia Nowe e Manah si rammaricano per il fatto che non sia stata trovata un'altra soluzione.
Nel Finale B, Legna rivela il destino di Eris di diventare la nuova Dea e Nowe sceglie di seguire il piano del drago. Tuttavia, quando cerca di entrare nello Scrigno d'Ossa, questo lo respinge e si fonde con Manah. L'essere che ne scaturisce attacca il gruppo e Nowe, con l'aiuto di Legna, lo uccide; prima di morire, Manah riesce ad esprimere la sua gratitudine a Nowe. Nowe, Legna ed Eris guidano quindi i Draghi Sacri nella loro guerra contro i Messaggeri.
Nel Finale C, gli eventi procedono come nel Finale B, ma quando lo Scrigno attacca Manah, lei riesce a respingerlo. Legna evoca i Draghi Sacri e gli eventi procedono come nel Finale A. Dopo la sconfitta di Legna e la distruzione dello Scrigno d'Ossa, sia i Messaggeri che i draghi scompaiono, lasciando il mondo al sicuro e gli esseri umani liberi di crearsi un nuovo futuro.

## Modalità di gioco
Come il primo Drakengard il gioco è diviso in capitoli e suddiviso in missioni terrestri e aeree. La trama del gioco determina la disponibilità delle missioni giocabili, anche se man mano che il giocatore avanza nella partita, vengono sbloccate versioni modificate dei vari livelli giocati chiamate "missioni libere". Il giocatore può saltare tra le aree del mondo di gioco tramite una mappa sbloccata dopo il primo capitolo. Tra i vari capitoli e le missioni, il giocatore costruisce i propri personaggi utilizzando i punti esperienza guadagnati in battaglia: le armi e le abilità dei personaggi e quelle del drago possono essere gradualmente migliorate. Il giocatore vede il mondo attraverso una telecamera fissa, che segue i suoi progressi nell'area di gioco. Il giocatore può trovare anche oggetti collezionabili come armi, armature e punti salute, e oggetti chiave per avanzare nel livello. È possibile scegliere fra tre livelli di difficoltà, Normale, Difficile ed Esperto.
Il gameplay si divide tra missioni a terra in stile hack-and-slash e combattimenti aerei. Nei combattimenti a terra, il giocatore può controllare più personaggi, passando da uno all'altro tramite il menu di scelta delle armi. I personaggi utilizzano attacchi fisici con le armi per i combattimenti a corto raggio, mentre gli attacchi magici sono utilizzati per gli attacchi a lungo raggio e per i gruppi di nemici. Gli attacchi magici variano tra i personaggi giocabili. Le armi, i personaggi e le abilità magiche si rafforzano man mano che il giocatore guadagna punti esperienza in combattimento: le armi hanno un limite di quattro livelli.
Le missioni aeree mettono il protagonista in groppa al suo drago, che viene guidato dal giocatore per attaccare formazioni nemiche e grandi strutture a terra o nemici e dirigibili in cielo. Il giocatore può anche saltare tra il drago e il suolo durante le missioni a terra. Il drago è in grado di lanciare due tipi di palle di fuoco: una che infligge danni a singoli nemici e un attacco diffuso che infligge danni maggiori ai gruppi. Inoltre, il drago può eseguire un attacco speciale chiamato "Dragon Overdrive", che uccide molte unità nemiche normali e infligge danni elevati alle unità più forti e ai boss. Il drago guadagna esperienza e sale di livello anche attraverso i combattimenti, infliggendo più danni con i suoi attacchi man mano che diventa più forte. Si evolve e si rafforza anche in momenti direttamente collegati alla narrazione del gioco.

## Doppiaggio
| Personaggio     | Doppiatore                                                  |
| --------------- | ----------------------------------------------------------- |
| Nowe            | Ryo Katsuji                                                 |
| Legna           | Yoshio Harada                                               |
| Manah           | Koyuki Daisuke Gōri (posseduta) Natsuki Yamashita (giovane) |
| Eris            | Saki Aibu                                                   |
| Urick           | Rikiya Koyama                                               |
| Gismor          | Fumihiko Tachiki                                            |
| Oror            | Takaya Hashi                                                |
| Caim            | Shinnosuke "Peter" Ikehata                                  |
| Angelus (Angel) | Shinnosuke "Peter" Ikehata                                  |
| Seere           | Sota Murakami                                               |
| Zhangpo         | Tatsuya Gashuin                                             |
| Hanch           | Sachiko Kojima                                              |
| Yaha            | Rolly                                                       |
| Narratore       | Daisuke Gōri                                                |

## Accoglienza
| Testata                            | Giudizio |
| ---------------------------------- | -------- |
| Metacritic (media al 3 marzo 2023) | 58/100   |
| Eurogamer                          | 6/10     |
| Famitsū                            | 30/40    |
| IGN                                | 6.3/10   |
| 1UP.com                            | D+       |
| GameSpot                           | 7/10     |
| GameTrailers                       | 6.2/10   |
| VideoGamer.com                     | 5/10     |

Drakengard 2 fu un successo commerciale in Giappone, vendendo 100.000 unità nella prima settimana, e raggiungendo le 170.000 unità vendute alla fine del mese, diventando il secondo gioco più venduto di giugno dopo il porting per GBA di Mushiking: King of the Beetles di Sega. Alla fine del 2005, le vendite ammontarono a poco più di 206.000 copie. Il gioco è stato poi ripubblicato dalla Square Enix come parte delle Ultimate Hits, serie riedizioni di titoli di grande successo.
Sull'aggregatore di recensioni Metacritic il gioco ha totalizzato un punteggio di 58/100, basato su 34 recensioni. La rivista giapponese Famitsu ha assegnato a Drakegard 2 un punteggio di 30/40.
La storia ha ricevuto recensioni generalmente positive. Ed Lewis di IGN sostiene che la trama del gioco "continua in modo ammirevole il mondo bizzarro e fantasticamente medievale che era stato stabilito nel gioco originale", mentre Greg Meuller di GameSpot l'ha definita "Interessante [...] con molti colpi di scena". Simon Parkin di Eurogamer ha definito la storia molto buona, pur trovando Nowe "un po' nauseante da guardare man mano che la trama pesante e oscura (e piuttosto buona) si sviluppa", e Adam Jarvis di VideoGamer.com ha definito la storia "uno dei punti salienti del pacchetto". Il recensore di 1UP.com ha definito l'ambiguità tra personaggi buoni e cattivi uno dei motivi principali per continuare a giocare. Al contrario, il recensore di GameTrailers l'ha definita "una trama da gioco di ruolo" in cui i giocatori potevano "prevedere quasi ogni colpo di scena che il gioco lanciava loro".
La grafica ha ricevuto recensioni contrastanti. Lewis l'ha definita "più interessante del primo gioco, ma in modo marginale", e Meuller l'ha definita datata, con ambienti "insipidi e scialbi" e nemici "generici". Il recensore di GameTrailers ha elogiato le animazioni dei personaggi, ma ha definito le ambientazioni insipide e ha ritenuto che ci fossero troppi pochi FMV e troppe cutscene guidate dal motore di gioco, che ha definito "orribili". Parkin ha criticato le capacità grafiche del gioco, commentando che i giocatori avrebbero "smesso di guardare la schermata principale, fissandosi invece sulla piccola mappa nell'angolo per guidare il personaggio verso ostili punti rossi che si materializzano poligonali solo pochi secondi prima di serrare le spade", mentre Jarvis ha sostenuto di non aver riscontrato miglioramenti rispetto al gioco precedente e ha definito i colori "molto torbidi, scialbi e scuri". 1UP.com ha dichiarato che la grafica non regge il confronto con la qualità visiva di altri titoli di Cavia come Ghost in the Shell: Stand Alone Complex o Naruto: Uzumaki Ninden.
Il gameplay è stato universalmente criticato. Parkin ha definito il gameplay delle battaglie "leggero" e il bilanciamento tra combattimenti a terra e aerei scarso, nonostante un buon sistema di livellamento dei personaggi, mentre Lewis l'ha descritto come privo di strategia, con il gioco che "si limita a inserire altri noiosi nemici da affrontare". GameTrailers ha dichiarato che non c'è "nulla di nuovo", mentre Meuller lo ha definito "noioso nel migliore dei casi e frustrante nel peggiore". 1UP.com ha affermato che il combattimento era "quasi nauseante da guardare", anche se ha citato gli elementi RPG come una caratteristica che lo riscatta. Jarvis ha semplicemente definito il gameplay uno dei principali difetti del gioco.